# Laurent Roux
Laurent Roux es un ciclista  francés, nacido el 3 de diciembre de 1972 en Cahors.
Se hizo profesional en 1994 y se mantuvo compitiendo hasta el 2003. Ganó once victorias, incluyendo una etapa del Giro de Italia, que le permitió vestir el maillot rosa de líder de la general por un día.
Laurent Roux fue condenado a 4 años de suspensión y una multa de 2 600 euros por un caso de dopaje por anfetamina en 2003, que terminó con el fin de su carrera. Tras una investigación por la Justicia a mediados de 2005, fueron acusados él y su hermano, de los tráfico de drogas en la región de Cahors. En junio de 2006, fue condenado por el Tribunal Penal de Burdeos a una pena de prisión de 30 meses.

## Palmarés
1992
- Tour de Tarn-et-Garonne

1994
- La Côte Picarde

1996
- 1 etapa de la Ruta del Sur

1997
- Clásica de los Alpes
- Tour del Porvenir
- París-Bourges
- 1 etapa de la Ruta del Sur

1998
- 1 etapa del Giro de Italia

1999
- Trofeo de los escaladores
- 1 etapa de la París-Niza

2001
- 1 etapa de la Dauphiné Libéré
- 1 etapa de la Ruta del Sur

## Resultados en las grandes vueltas

### Tour de Francia
- 1996: 44.º
- 1997 : 23º
- 1998 : abandono
- 2001 : 50.º

### Giro de Italia
- 1998 : 28º, vencedor de etapa  y maillot rosa durante un día